# Den elake polisen
Den elake polisen var ett svenskt humor-TV-program som sändes i SVT under perioden 27 september-15 november 1990. Huvudpersonen Åke (Polisen) spelades av Micke Dubois. 
Formen var inspirerad av stumfilmer à la Charlie Chaplin, men i färg. Det fanns egentligen inga repliker utan allt framgick av skådespelarnas uppträdande, kropps- och ansiktsuttryck, tillsammans med ljudeffekter och grymtningar. Humorn var mycket fysisk (ramla, gå in i lyktstolpar, slå sig själv med batong...)  och polisen uppträdde i polisuniform med stora clownskor.
Det första programmet var ett elevarbete av Ulf Malmros, och visades i SVT den 17 maj 1988  som en del av en kortfilmserie. Den efterföljande serien sändes i TV 3 under tidigt 1990-tal.